# Fate: The Winx Saga
Fate: The Winx Saga è una serie televisiva italo-britannica del 2021.
Di genere fantasy, la serie è basata sul cartone animato Winx Club, creato da Iginio Straffi, ed è stata sviluppata da Brian Young e prodotta da Archery Pictures e Young Blood Productions, in associazione con Rainbow, per la piattaforma di streaming on demand Netflix.

## Trama

### Prima stagione
Situata in un mistico mondo parallelo, l'Oltremondo, la scuola di Alfea addestra le fate, nelle arti magiche, e gli Specialisti, nel combattimento, da migliaia di anni.
Bloom, nuova studentessa della scuola, è una fata diversa dalle altre: la ragazza è infatti cresciuta a Gardenia, nel mondo degli esseri umani, e, nonostante abbia un animo gentile, dentro di sé nasconde un forte potere magico in grado di provocare distruzione. Durante il suo soggiorno ad Alfea, sotto la guida della preside Dowling, Bloom apprende che per gestirlo deve riuscire a controllare le proprie emozioni, positive o negative che siano, poiché è da queste che la magia scaturisce. La fata si ritrova dunque a dover fare i conti non solo con la sua nuova vita in compagnia delle coinquiline Stella, Musa, Terra e Aisha, ma anche con il suo misterioso passato e con l'imminente pericolo dei Bruciati, pericolose creature che minacciano Alfea.

### Seconda stagione
Alfea e la sua nuova direttrice devono confrontarsi con una serie di misteriose scomparse di studenti della scuola. Le Winx, intanto, accolgono nel loro gruppo la fata Flora, cugina di Terra; Bloom si avvicina a Rosalind, mentre il ritorno di Andreas mette in difficoltà Sky. I responsabili delle sparizioni si rivelano essere le Streghe del Sangue, assetate di vendetta per gli avvenimenti di Aster Dell.

## Episodi
| Stagione         | Episodi | Pubblicazione |
| ---------------- | ------- | ------------- |
| Prima stagione   | 6       | 2021          |
| Seconda stagione | 7       | 2022          |

## Personaggi e interpreti

### Personaggi principali
- Bloom Peters (stagioni 1-2), interpretata da Abigail Cowen, doppiata da Lavinia Paladino.
Nata il 12 dicembre 2004, è una sedicenne proveniente dal Primo Mondo (in particolare da Gardenia, una città della California), che arriva ad Alfea dopo aver accidentalmente incendiato la propria casa in reazione a un litigio con la madre. È una Fata del Fuoco e, ben presto, scopre di essere un changeling, ovvero un piccolo di fata scambiato alla nascita con un neonato terrestre. Nel corso della prima stagione, cerca strenuamente risposte sulla propria identità e su quella dei suoi genitori biologici, constatando come tutti ad Alfea sembrino mentirle al riguardo; ciò la porta a diventare diffidente verso il personale della scuola. Durante la ricerca viene aiutata dalle altre studentesse della Winx Suite e da Rosalind, ex direttrice della scuola, che l'ha lasciata nel Mondo Umano imprimendole nella mente un ricordo in cui le chiedeva di cercarla. È una ragazza ribelle, testarda, orgogliosa e impulsiva, che tende a isolarsi dagli altri e ad agire da sola, finendo spesso nei guai; provenendo dalla Terra, si sente fuori posto ad Alfea, ma raggiunge infine la consapevolezza di appartenere al mondo fatato. Perde spesso il controllo del proprio potere magico, il quale è altamente distruttivo. Alla fine della prima stagione, Rosalind afferma che Bloom possiede dentro di sé la Fiamma del Drago, un'energia primordiale che potrebbe renderla la fata più potente dell'Oltremondo. Per sconfiggere i Bruciati, la protagonista attinge a tutta la magia che possiede e si trasforma, acquisendo un paio di ali infuocate. Nella seconda stagione cerca, assieme alle sue amiche, di smascherare Rosalind a tutti costi, schierandosi poi dalla sua parte per sconfiggere le Streghe del Sangue; finisce tuttavia per ucciderla dopo aver scoperto la verità sulla Dowling. Alla fine della stagione si sacrifica per chiudere il portale per il Regno dell’Oscurità aperto da Sebastian, dove rimane per cercare le sue origini. Bloom infatti, secondo il racconto di lui, sarebbe nata migliaia di anni fa, ma poi la madre, la quale possedeva anche lei la Fiamma del Drago e con la quale avrebbe ucciso moltissime persone, prima di chiudersi all'interno del Regno dell’Oscurità per non ferire più nessun altro coi suoi poteri, decise di mettere in stasi Bloom in modo da non doverle far sopportare il fardello della Fiamma del Drago. Attratta da Sky sin da subito, con il passare del tempo finisce per innamorarsene, anche se inizialmente la relazione tra i due viene intralciata da Stella. Quando il suo potere magico è attivo, i suoi occhi diventano arancioni.

- Stella (stagioni 1-2), interpretata da Hannah van der Westhuysen, doppiata da Margherita De Risi.
Una Fata della Luce ed è la principessa ereditaria del regno di Solaria. Studentessa del secondo anno molto popolare, diretta e sarcastica, dallo stile sempre perfetto e impeccabile, inizialmente si presenta come snob, altezzosa, interessata solo a se stessa ed estremamente gelosa nei confronti del suo ex fidanzato, Sky, di cui non vede di buon occhio il rapporto con Bloom. Durante il suo primo anno ad Alfea ha accecato la sua migliore amica Ricki proprio perché questa si era avvicinata allo Specialista, e la madre, la regina Luna, fece credere a tutti che lei lo avesse fatto di proposito. Da quel momento, molti hanno di lei un'opinione negativa, ritenendola crudele e facendola sentire incompresa: per questo, Stella teme il giudizio degli altri e non sembra incline a stringere legami d'amicizia. Tuttavia, nel corso della prima stagione, la maschera che la ragazza indossa cala e lei si rivela essere una persona insicura, spaventata dalla possibilità di rimanere sola, dalle pressioni richieste dal suo ruolo e dalle aspettative della madre, i cui metodi educativi discutibili sono la causa dell'instabilità del suo potere magico. Stella desidera l'ammirazione della mamma, ma allo stesso tempo ne ha timore, poiché ne subisce le vessazioni. È questo il motivo per cui la fata cerca continuamente il sostegno e il conforto di Sky, l'unico a conoscere la verità e il suo lato più fragile, manifestando il bisogno di essere protetta e rassicurata. Dopo essere scappata dal controllo della madre ed essere rientrata di nascosto ad Alfea, inizia finalmente ad aprirsi con le compagne e resta al fianco di Bloom nello scontro finale contro i Bruciati. Nella seconda stagione diventa ufficialmente parte del gruppo della Winx Suite e crea un legame con Beatrix. Nel finale di stagione riesce a trasformarsi. È in grado di manipolare la luce e, riflettendola lontano da se stessa, di rendersi invisibile; per riprendere il controllo dei suoi poteri segue un processo di "riabilitazione magica" con la Dowling. Quando il suo potere magico è attivo, i suoi occhi diventano gialli.

- Aisha (stagioni 1-2), interpretata da Precious Mustapha, doppiata da Sara Labidi.
È una Fata dell'Acqua, tenace, ambiziosa, riflessiva e realista, a volte troppo perfezionista; malgrado sia la prima della classe, dà sempre il massimo per migliorare e s'impone una ferrea autodisciplina. Segue rigorosamente le regole, cercando di fare sempre la cosa giusta, e ciò a volte genera attriti tra le studentesse della Winx Suite. È un'amante dello sport, in particolare del nuoto, che pratica due volte al giorno. Ha utilizzato la magia per la prima volta quando ha allagato il suo liceo dopo un'insufficienza in matematica. Fin dall'inizio è molto desiderosa di aiutare Bloom, anche se spesso questo porta le due a scontrarsi; Aisha tenta infatti di dissuadere la Fata del Fuoco dal proseguire la sua ricerca, senza successo. Dopo la morte di Callum, prende il suo posto come assistente della direttrice Dowling per riuscire a ricavare informazioni sui misteri della scuola e, successivamente, anche per riferire alla Direttrice le azioni avventate di Bloom. Nella seconda stagione aiuta quest'ultima e le amiche in tutti i loro piani segreti per fermare prima Rosalind e poi le Streghe del Sangue; inizia anche una relazione con Grey. Nel finale di stagione riesce a trasformarsi. Quando il suo potere magico è attivo, i suoi occhi diventano blu.

- Terra Harvey (stagioni 1-2), interpretata da Eliot Salt, doppiata da Vittoria Bartolomei.
È una Fata della Terra e cugina di Flora; ha trascorso l'infanzia ad Alfea con il fratello Sam, dal momento che loro padre è un professore e lavora nella serra, perciò conosce innumerevoli aneddoti sulla scuola che condivide con entusiasmo con chiunque la ascolti. È una ragazza chiacchierona ed emotiva, con un animo allegro e sensibile, ma non per questo debole; nelle situazioni di crisi riesce a tirare fuori grande grinta, forza e coraggio. È socievole e vuole sempre conoscere persone nuove, infatti si dimostra da subito accogliente verso Bloom ed entusiasta di alloggiare nella Winx Suite. Nella seconda stagione Terra si rende conto della sua omosessualità, confrontandosi con la cugina Flora a proposito delle sue cotte fallimentari per Riven e per Dane; inizia infine una relazione con la specialista Kat. Dopo il trasferimento di Sam e del padre in un'altra scuola, Terra sceglie di rimanere ad Alfea per le sue amiche. Ha molto controllo del suo potere magico, che le consente di manipolare, oltre a suolo, sabbia e roccia, il ciclo vitale di piante e fiori. È anche molto capace in campo medico grazie alle lezioni di botanica del padre. Alla fine della seconda stagione riesce a trasformarsi. Quando il suo potere magico è attivo, i suoi occhi diventano verdi.

- Musa (stagioni 1-2), interpretata da Elisha Applebaum, doppiata da Veronica Puccio.
È una Fata della Mente, empatica ma introversa e riservata, che riesce a percepire gli stati d'animo degli altri e ad assorbirne una parte delle sensazioni, come ad esempio il dolore. La magia di Musa è quasi sempre attiva; il fatto di essere continuamente sottoposta alle emozioni altrui spesso la stanca, quindi, per evitare di esserne sopraffatta, inizialmente tiene le persone a distanza e si rifugia nella musica, isolandosi grazie alle cuffie. Non parla volentieri della propria famiglia perché, avendo assistito alla morte della madre e provato tutto ciò che lei ha sentito fino all'ultimo istante, Musa non ha ancora superato completamente il lutto. Inizia una storia con Sam, il fratello di Terra, che cerca di tenere nascosta a quest'ultima per timore di scoprire i suoi sentimenti a riguardo. Durante la seconda stagione, poiché Musa continua ad assorbire le emozioni negative degli altri per calmarli, Sam sceglie di andarsene da Alfea, non riuscendo più a gestire la rabbia verso Rosalind, ponendo fine alla loro relazione. Dopo l'attacco degli Scraper, Musa perde i suoi poteri e si avvicina a Riven; li recupera poi dopo la morte di Sebastian. Quando il suo potere magico è attivo, i suoi occhi diventano viola.

- Sky (stagioni 1-2), interpretato da Danny Griffin, doppiato da Riccardo Suarez.
È il figlio di un eroe di guerra creduto deceduto, Andreas di Eraklyon, che non ha mai conosciuto; è infatti stato cresciuto dal professor Silva, migliore amico del padre. Arranca nel tentativo di conciliare il dolore per l'assenza del padre con i continui confronti che le persone fanno tra lui e il genitore, essendo il miglior Specialista di Alfea. È il protetto di Silva, del quale si fida ciecamente e non discute mai gli ordini, tanto da accettare di avvicinarsi a Bloom, guadagnare la sua fiducia e riferire a Silva le sue intenzioni, su richiesta di quest'ultimo. Attratto da Bloom non appena la conosce, è la sola davanti alla quale lui riesce ad ammettere le proprie fragilità; in seguito se ne innamora, ma il loro rapporto viene inizialmente intralciato dagli strascichi della precedente relazione con Stella. Nel finale della prima stagione, quest'ultima accetta la cosa e Sky e Bloom si mettono insieme. È un ragazzo dal cuore d'oro, quindi istintivamente portato a proteggere e rassicurare chiunque sembri in pericolo o a risolvere i problemi altrui. Rimane sconvolto nell'apprendere della finta morte del padre, che si trova ad affrontare durante la seconda stagione. Il loro rapporto sembra però migliorare, fino a quando Sky non è costretto ad ucciderlo per salvare Silva.

- Beatrix (stagioni 1-2), interpretata da Sadie Soverall, doppiata da Lucrezia Marricchi.
È una Fata dell'Aria, ribelle e piantagrane, appassionata della storia dell'Oltremondo; è una ragazza molto intelligente ma perfida, ambigua e con forti capacità persuasive e manipolatorie. Si iscrive ad Alfea per un motivo ben preciso: liberare Rosalind dalla prigione dove la direttrice Dowling l'ha rinchiusa. Per riuscirci arriva anche ad ingannare e assassinare Callum, l'assistente della Dowling. Approfittando della diffidenza di Bloom verso il personale della scuola, le fa credere di conoscere informazioni sulle origini di entrambe, raccontandole del massacro di Aster Dell, e, dopo essere stata imprigionata per l'omicidio di Callum, la convince a farla evadere per portarla da Rosalind. Successivamente, si scopre essere stata cresciuta da Andreas, il padre di Sky. Intraprende una relazione a tre con Riven e con Dane. Questa relazione finisce nella seconda stagione dopo che Beatrix tradisce la fiducia di Riven. Una volta che Rosalind ha preso il controllo della scuola, Beatrix diventa la sua assistente seppur contro il suo volere. Stringe un legame con Stella e però si allea con Sebastian, fingendo di perdere i suoi poteri, solo per poter scoprire informazioni sulla sua famiglia. Sentendosi in colpa per il suo tradimento, Beatrix si sacrifica e rimane uccisa. È in grado di controllare l'aria, la temperatura, il suono e l'elettricità statica, che sfrutta per sollevare, folgorare o penetrare un oggetto, una barriera o un individuo tramite la forza del pensiero, generando scariche elettriche dalle punte delle dita. Quando il suo potere magico è attivo, i suoi occhi diventano grigi.

- Riven (stagioni 1-2), interpretato da Freddie Thorp, doppiato da Federico Campaiola.
È uno Specialista del secondo anno e migliore amico di Sky. È un ragazzo ribelle, dall'atteggiamento strafottente e un po' bullo, ma in realtà è molto insicuro, soffrendo per il fatto di essere sempre un passo indietro rispetto a Sky, che prende spesso in giro per la sua bontà d'animo; inoltre non sopporta Stella per il suo atteggiamento snob. È attratto da Beatrix, al punto da aiutarla nei suoi misteriosi piani e divertendosi insieme a stuzzicare Dane per far ingelosire Terra. Successivamente lui, il ragazzo e Beatrix inizieranno una relazione a tre, terminandola però nella seconda stagione, dopo essere stato tradito dalla ragazza e non essendo interessato a Dane. Crea invece un'amicizia con Flora e con Musa, che allena e con cui instaura un legame profondo.

- Vanessa Peters (stagione 1),[5] interpretata da Eva Birthistle, doppiata da Daniela Calò.
È la madre adottiva di Bloom, con la quale ha un rapporto complicato. In seguito a un litigio tra le due, Bloom ha accidentalmente incendiato la casa a causa dei suoi poteri magici, incidente per cui Vanessa porta ancora le cicatrici.

- Saul Silva (stagioni 1-2), interpretato da Robert James-Collier, doppiato da Alessandro Parise.
È l'addestratore degli Specialisti ed era il migliore amico del padre di Sky, Andreas; in seguito alla morte dell'uomo, di cui confessa al ragazzo di essere responsabile, ha cresciuto Sky, il quale lo considera una guida e un punto di riferimento. Faceva parte, insieme alla Dowling, Harvey e Andreas, del gruppo guidato da Rosalind che compì il massacro di Aster Dell. Nel finale dell'ultimo episodio della prima stagione, viene arrestato per il tentato omicidio di Andreas, che si scopre però essere ancora vivo. Nella seconda stagione, le ragazze lo fanno evadere per evitare il suo esilio e si nascone dal suo vecchio amico Sebastian fino al suo smascheramento. Su richiesta di Rosalind, la Regina Luna gli concede la grazia, tornando a insegnare ad Alfea per aiutare a sconfiggere le Streghe del Sangue e recuperando lentamente il rapporto con Sky.

- Farah Dowling (stagioni 1-2), interpretata da Eve Best, doppiata da Sabrina Duranti.
È la Direttrice di Alfea, una donna rigorosa e misteriosa. È una Fata della Mente, ma nel tempo ha ampliato la propria magia apprendendo diversi altri tipi di poteri magici, che comprendono: la capacità di manipolare l'acqua; la psicocinesi, ovvero sollevare e spostare con la mente un oggetto o anche un individuo; la telepatia, cioè la capacità di penetrare nelle menti altrui e, in presenza di barriere mentali, di entrarvi con la forza; la creazione di barriere magiche, come quella che protegge Alfea; infine, la convergenza magica, che le consente di accorpare la propria magia a quella di altre fate per lanciare incantesimi più potenti. Faceva parte di un gruppo di combattenti che sedici anni prima dei fatti stava eliminando i Bruciati, sotto il comando di Rosalind, la quale ordinò il massacro di Aster Dell. È stata lei a individuare Bloom sulla Terra, nascosta in un magazzino dopo l'incidente causato da lei stessa, e a portarla ad Alfea, intuendone l'enorme potenziale. Viene assassinata da Rosalind, incanalando però la sua energia vitale affinché le Winx possano rivederla un'ultima volta. Quando il suo potere magico è attivo, i suoi occhi diventano grigi.

- Rosalind Hale (stagioni 1-2),[5] interpretata da Lesley Sharp (stagione 1) e da Miranda Richardson (stagione 2), doppiata da Stefanella Marrama.
Vecchia conoscenza della Dowling, di Silva e di Harvey, ha guidato la spedizione contro i bruciati 16 anni prima degli eventi della prima stagione. Considerata la fata più potente dell’Oltremondo (seconda solo a Bloom e alla sua Fiamma del Drago), è rimasta in stasi per scelta della Dowling a causa delle sue azioni che hanno portato alla morte di molte persone. Durante la prima stagione si scopre che è stata lei a portare Bloom nel mondo umano. Risvegliata da quest'ultima per scoprire la verità sulle sue origini, Rosalind la usa per le sue macchinazioni e per prendere il controllo della scuola, uccidendo la Dowling e facendo arrestare Silva. Nella seconda stagione diviene così la preside di Alfea, cercando di escogitare un piano contro le Streghe del Sangue. Viene in seguito uccisa da Bloom quando la fata perde il controllo del suo potere. Rosalind è in origine una Fata dell’Aria molto potente, che riesce però a sviluppare moltissimi altri poteri. È fredda, spietata, manipolatrice e crudele, capace di fare di tutto per raggiungere i suoi obiettivi. Quando il suo potere magico è attivo, i suoi occhi diventano celesti.

- Dane (stagione 2, ricorrente 1), interpretato da Theo Graham, doppiato da Alex Polidori.
È un giovane Specialista del primo anno. Inizialmente molto insicuro, si fa trascinare dalle forti personalità di Riven e Beatrix, e a causa di ciò rovina i suoi rapporti con Terra, che ha una cotta per lui. Successivamente, si allea con Bloom per far evadere Beatrix. Nella seconda stagione diventa uno dei più forti specialisti di Alfea ma il rapporto tra lui, Riven e Beatrix si sfascia. Finita la relazione, Dane continua a provare qualcosa per Riven ma si fidanza poi con un altro specialista di nome Luke.

- Sam Harvey (stagione 2,[5] ricorrente 1), interpretato da Jacob Dudman, doppiato da Lorenzo Crisci.
Studente di Alfea, è anch'egli una Fata della Terra, come la sorella, con la quale è cresciuto nella scuola per via del lavoro del padre. Inizia una storia con Musa, sulle prime tenuta segreta perché lei ha il timore di conoscere i sentimenti di Terra a riguardo. Nella seconda stagione, la sua rabbia verso Rosalind viene continuamente trattenuta dalla magia di Musa, finendo però per causare l'effetto opposto e facendogli perdere la testa. Proprio per questo decide di lasciare la scuola, e di conseguenza anche la ragazza. Il suo potere magico gli consente di attraversare gli elementi naturali come sabbia e roccia (quindi anche, ad esempio, le pareti della scuola).

- Andreas (stagione 2,[5] ricorrente 1), interpretato da Ken Duken, doppiato da Stefano Crescentini.
Padre biologico di Sky e adottivo di Beatrix, si credeva essere morto per mano di Silva, ma ritorna dopo la presa di potere di Rosalind ad Alfea, diventando insegnante degli specialisti. Durante la seconda stagione, a causa del suo carattere brusco e aggressivo, ha un difficile rapporto con Sky ed è molto protettivo nei confronti di Beatrix, facendo tutto quello che Rosalind gli dice di fare. Per cercare di salvare la figlia, viene catturato dalle Streghe del Sangue. Viene infine ucciso da Sky mentre è sotto il controllo di Sebastian.

- Grey Owens (stagione 2), interpretato da Brandon Grace, doppiato da Matteo Liofredi.
Specialista e compagno di stanza di Sam, amante anche lui del nuoto, è in realtà una Strega del Sangue. I suoi genitori sono morti quando Rosalind uccise gli abitanti di Aster Dell. Si unirà con Sebastian poiché egli promette di riportare in vita gli abitanti. Intraprende una relazione con Aisha fino a quando la ragazza non scopre la sua vera identità. Cercherà poi di rianimare Sky e di riconciliarsi con Aisha.

- Sebastian Valtor (stagione 2), interpretato da Éanna Hardwicke, doppiato da Manuel Meli.
Amico di Silva e, ai tempi, suo compagno di scuola ad Alfea, anche lui non molto fan di Rosalind, è un negoziante che possiede un emporio di oggetti provenienti dal mondo umano, di cui lui è appassionato, infatti si rifugia in quel mondo in un ristorante ad un incontro con la protagonista. Creduto uno specialista di poco talento, Sebastian si scopre essere una Strega del Sangue, intenzionato a vendicare la morte del padre e degli abitanti di Aster Dell. Inizialmente aiuta Silva, però dopo che Bloom scopre la sua vera natura esso si rileva. È di carattere manipolatore, un po' sadico e ricattatore. Viene infine ucciso da Bloom, Stella, Aisha e Terra.

- Flora (stagione 2), interpretata da Paulina Chávez, doppiata da Emanuela Ionica.
Fata della Terra, è la cugina di secondo grado acquisita di Terra e le due sono molto legate. Arriva ad Alfea a metà dell’anno scolastico perché i suoi genitori sono sempre in viaggio a causa del loro lavoro, ma in realtà si scopre che è stata mandata lì da loro per stare accanto a Terra e alla sua famiglia durante il periodo difficile che stanno passando per colpa di Rosalind. Fa da subito amicizia con le altre ragazze della Winx Suite, diventando la compagna di stanza di Stella, e le aiuta con i loro piani sin da subito. È una ragazza molto vivace e solare e riesce a far amicizia facilmente, per esempio con Riven. Nonostante il loro legame molto stretto, Terra è gelosa di lei per la sua sicurezza e molto spesso non si fida di lei quando le viene dato un compito, anche se Flora si dimostra essere molto capace. Nel finale di stagione si sacrifica per permettere alle altre di salvare Bloom e Sky da Sebastian facendosi divorare dagli Scraper, ma, dopo la morte dell'uomo, Flora sopravvive nonostante le cicatrici che si è procurata. Quando il suo potere magico è attivo, i suoi occhi diventano verdi.

### Personaggi ricorrenti
- Ben Harvey (stagioni 1-2), interpretato da Alex Macqueen (stagione 1) e da Daniel Betts (stagione 2), doppiato da Francesco Meoni.
Il professore di botanica di Alfea che lavora nella serra ed il padre di Terra e Sam. È una Fata della Terra e faceva anch'egli parte del gruppo guidato da Rosalind. Nella prima stagione è un padre premuroso che si preoccupa per i suoi figli e che, per proteggerli, gli nasconde moltissime cose. Proprio a causa della sua indole protettiva nei loro confronti, nella seconda stagione rimane succube di Rosalind dopo la sua presa di potere, fino a quando non decide di trasferirsi in un'altra scuola portando con sé Sam.

- Luna (stagione 1, guest 2), interpretata da Kate Fleetwood, doppiata da Laura Romano (stagione 1) e Claudia Razzi (stagione 2).
La regina del regno di Solaria e la madre di Stella. Creduta da tutti quanti una sovrana saggia, giusta e altruista, ben presto viene a galla il suo comportamento ambiguo e vessatorio nei confronti non solo della figlia, ma anche della Dowling stessa. Emana rispetto e soggezione, ed è abituata ad avere il controllo su tutto e tutti. Ammirata in pubblico, crudele, dispotica e oppressiva nel privato, ha insegnato alla figlia, la quale subisce i suoi soprusi in silenzio, a non mostrarsi mai debole, a non chiedere mai aiuto e che le apparenze sono la cosa più importante. Pretende che la magia di Stella rispecchi la potenza del reame, e, per raggiungere l'obiettivo, è convinta che un metodo educativo che miri esclusivamente ai risultati trascurando il modo in cui questi vengono ottenuti, focalizzandosi sulle emozioni negative, come la rabbia e la paura, sia efficace; in realtà, proprio questa modalità è la causa dell'instabilità del potere magico di Stella, che ha portato all'incidente di Ricki. Successivamente, non ritenendo la scuola all'altezza, Luna ritira la figlia da Alfea, ma la vede ben presto ribellarsi. Nel finale di stagione, la donna, Rosalind e Andreas assumono il dominio della scuola. Nella seconda stagione, Luna torna ad Alfea quando Bloom viene processata per l’omicidio di Rosalind e decide di metterla in stasi fino a una nuova sentenza. Inoltre, in quell'occasione tenta inutilmente di riconciliarsi con la figlia.

## Produzione

### Sviluppo
L'idea per un adattamento live-action di Winx Club risale al 2011. Il creatore del Winx Club Iginio Straffi ha proposto per la prima volta una versione live nel maggio 2011, diversi mesi dopo che Viacom (proprietario di Nickelodeon) era diventato co-proprietario del suo studio (Rainbow) e aveva iniziato a finanziare i suoi progetti. All'Ischia Global Fest del 2013, Straffi dichiarò che stava ancora progettando una produzione "con le Winx in carne ed ossa, interpretate da attori veri; prima o poi sarà fatta". Nel febbraio 2016, Iginio Straffi ha dichiarato che l'idea di un film live-action era stata presa in considerazione in collaborazione con Hollywood Gang, ma il progetto non è mai andato avanti.
Nel marzo 2018, l'idea è stata rivisitata come una serie televisiva dopo che Netflix ha ordinato una versione young-adult per il suo servizio di streaming. Straffi è stato coinvolto nelle prime fasi di pianificazione e ha rifiutato il suggerimento di Netflix di assegnare ruoli più ampi ai personaggi maschili. Dopo la sceneggiatura di un primo episodio pilota, i membri della troupe americana di Nickelodeon del cartone animato, tra cui Francesco Artibani, uno degli autori italiani della versione originale, si sono recati per incontrare il team di produzione di Fate e leggere la sceneggiatura.
Gli sceneggiatori di Fate sono completamente nuovi nel franchise di Winx e sono stati reclutati da serie per adolescenti come The Vampire Diaries. Brian Young, che ha lavorato a sette stagioni di The Vampire Diaries, è il creatore e lo showrunner, e il produttore esecutivo insieme a Kris Thykier, Judy Counihan, Joanne Lee e Cristiana Buzzelli. Alcuni episodi della prima stagione sono stati diretti da Lisa James Larsson e Hannah Quinn.
Gli effetti visivi sono stati realizzati da FilmFX Ireland e Cinesite Studios, una società che ha prodotto diverse serie e film come I Vendicatori, Harry Potter e Animali fantastici tra gli altri.
Il 1º novembre 2022 Netflix cancella la serie, dopo due stagioni.

### Riprese
Le riprese della prima stagione della serie sono iniziate a Wicklow, in Irlanda, nel settembre 2019 e terminate il 13 dicembre dello stesso anno. I luoghi principali delle riprese sono stati gli Ashford Studios ad Ashford, dove è stata girata anche la serie Vikings, ma anche nella Killruddery House e negli Ardmore Studios a Bray.
Le riprese della seconda stagione sono iniziate il 20 luglio 2021, per terminare il 6 novembre successivo.

## Distribuzione
Il teaser della serie è stato pubblicato dal sito ufficiale di Netflix il 10 dicembre 2020. Nello stesso giorno è stato annunciato che la serie sarebbe stata disponibile sulla piattaforma di streaming a partire dal 22 gennaio 2021. Il 19 dello stesso mese è stato reso disponibile anche il trailer ufficiale della serie.
Il 18 febbraio dello stesso anno è stato pubblicato sul profilo Instagram ufficiale e su quello di YouTube l'annuncio di una seconda stagione.
Il 6 giugno 2022 durante la Geeked Week viene mostrato un teaser della seconda stagione in cui viene introdotto il personaggio di Flora, interpretato da Paulina Chavez. Il 27 luglio dello stesso anno, tramite un video pubblicato sulle pagine social di Netflix e della serie viene rivelata la data di uscita: 16 settembre 2022. Il 23 agosto 2022 esce il trailer ufficiale della seconda stagione.

### Adattamento italiano

#### Doppiaggio
Il doppiaggio italiano e la sonorizzazione della serie TV sono stati eseguiti dalla Dubbing Brothers Int. Italia. La direzione del doppiaggio è di Perla Liberatori (doppiatrice di Stella nella serie animata) e i dialoghi sono a cura di Barbara Bregant.

## Accoglienza
Il sito aggregatore di recensioni Rotten Tomatoes ha riportato un punteggio di approvazione del 37% sulla base di 13 recensioni, con una valutazione media di 5,2/10. Il consenso critico del sito web recita: "Piatto, fragile e dimenticabile, Fate: The Winx Saga è un flop fantastico che non riesce a catturare la magia del suo materiale originale".
Caroline Framke di Variety ha criticato la serie per aver fatto troppo affidamento sui cliché e ha scritto: "Sebbene sia adattato da uno spettacolo animato sugli amici che era in gran parte mirato ai preadolescenti, prende una pagina dal libro di Riverdale dando a tutto un minaccioso splendore di intrighi sexy".

Joel Keller di Decider ha esortato il pubblico a saltare la serie affermando: "Sebbene non ci sia nulla di intrinsecamente terribile in Fate: The Winx Saga, non c'è niente al riguardo che si distingua. Inoltre, abbiamo bisogno di un altro oscuro e grintoso remake di un'amata serie per bambini?".

Deirdre Molumby di Entertainment.ie ha elogiato il cast ma ha criticato la trama e la scarsa qualità della CGI.

Al contrario, Petrana Radulovic di Polygon ha scritto: "Fate: The Winx Saga crea una trama avvincente e ricca di sfumature. La costruzione del mondo è eccitante e offre una svolta nel mondo delle fate e degli Specialisti non magici e armati di spada della serie animata".

Melissa Camacho di Common Sense Media ha criticato la diversità del cast insieme all'angoscia adolescenziale mostrata nella serie, ma ha scritto: "Fate: The Winx Saga offre un mondo della storia in cui è facile fuggire, ed è facile rimanere coinvolto, se stai cercando un universo fantastico da esplorare".

Millie Mae Healy di The Harvard Crimson ha criticato pesantemente la serie per la sua deviazione dal materiale originale, lo ha definito "un vero peccato" e ha affermato: "Fa di tutto per essere meno inclusivo e avvincente di quanto non fosse il materiale originale".

Deyshna Pai dell'UCSD Guardian ha dato alla serie un "C+" e ne ha criticato il ritmo e lo sviluppo del personaggio.